# Marley in jaz (film)
Marley in jaz (v izvirniku angleško Marley & Me) je filmska upodobitev istoimenske knjižne uspešnice novinarja Johna Grogana iz ZDA. Film je bil leta 2008 posnet po scenariju Scotta Franka in Dona Roosa, režiral pa ga je David Frankel.
Gre za resnično zgodbo mladega novinarja Johna (v filmu Owen Wilson) in njegove žene Jenny (v filmu Jennifer Aniston), ki si po poroki omislita psa. To naj bi jima pomagalo, da bi se bolje vživela v skupno življenje. Simpatičnega labradorca poimenujeta Marley in se nanj zelo navežeta. Marley iz mladička kmalu zraste v neubogljivega razgrajača, s katerim imata zakonca vse več problemov. Kljub vsem težavam pa John dobi navdih za piasnje svoje časopisne kolumne prav v dogodivščinah z Marleyem. Štirinožni prijatelj mlademu paru na zabaven način pomaga prebroditi zakonske krize in pomembne življenjske preizkušnje kot je npr. rojstvo njunih treh otrok. Da je zabavnih stvari enkrat konec ugotovi tudi John in njegova družina, ko se Marley postara in umre. Ohranijo ga v lepem spominu, saj je bil član družine od katerega so se vsi kaj naučili.